# Kant (textiel)

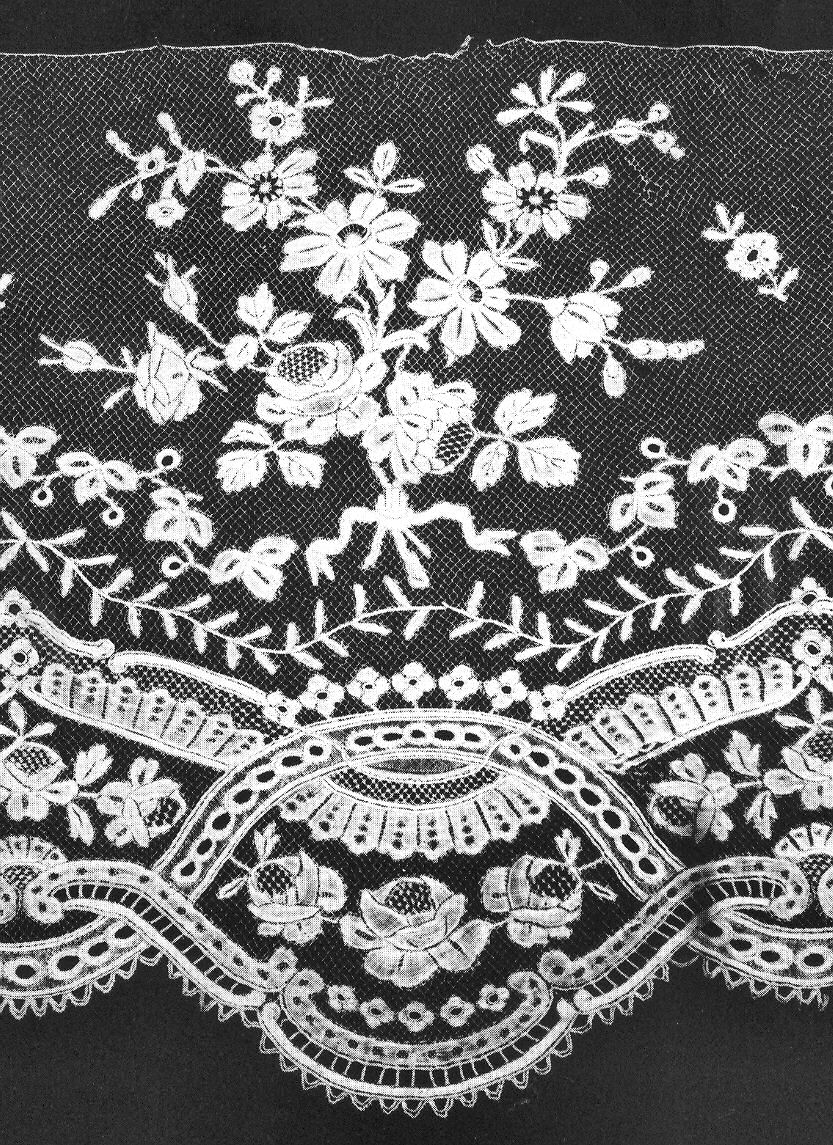
Kant uit de Belgische koninklijke collectie

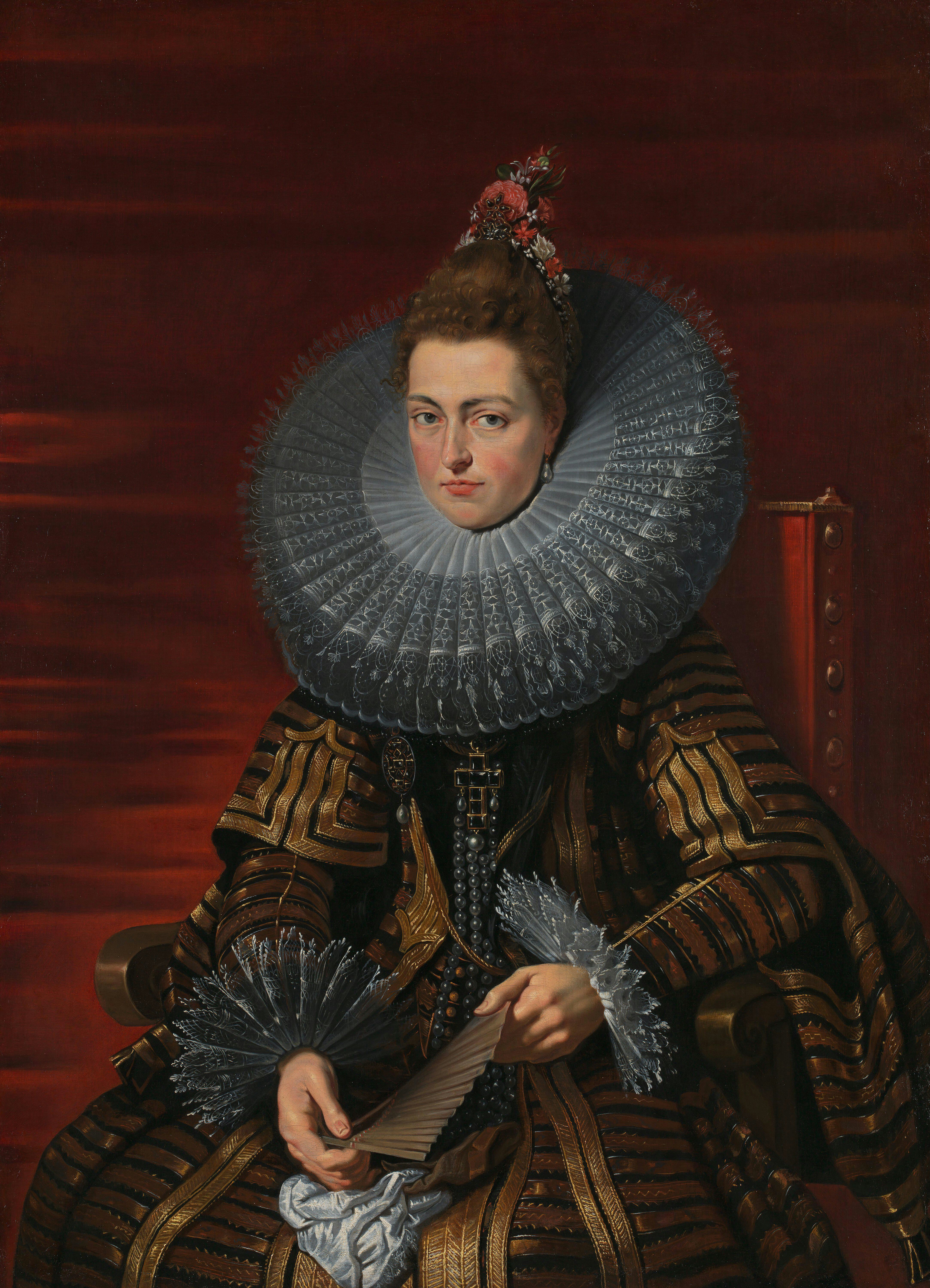
Isabella van Spanje met een kanten kraag

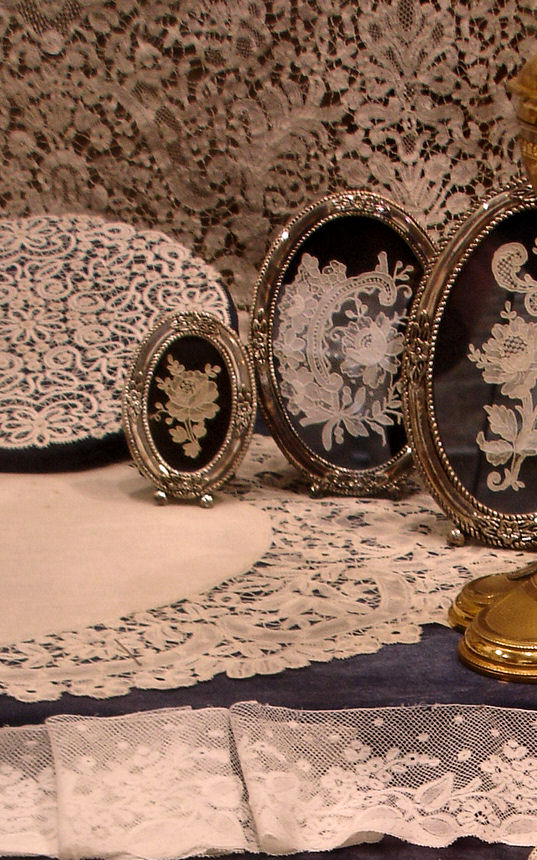
Ingelijste waardevolle oude kant

Kant is een ambachtelijk weefsel gemaakt van draden. Linnen, katoen, zijde, zilver- en gouddraad zijn de materialen waarmee gewerkt wordt. Gedurende honderden jaren was het ambachtelijk vervaardigen van klos- en naaldkant een belangrijke nijverheid in Europa.

## Inleiding
Kant is een product dat onder het handwerk valt. Het is een typisch Europees modeverschijnsel. Kant is de naam voor verschillende soorten kantwerk die worden ingedeeld volgens techniek en kenmerken.
Er zijn twee grote basissoorten:
- kloskant, die met de hand wordt gemaakt met behulp van klosjes en spelden die in een kantkloskussen worden gestoken.
- naaldkant, die met de hand wordt gemaakt met behulp van naalden. Deze kantsoort vergt ander materiaal en heeft geen gelijkenissen met kloskant.

Door de eeuwen heen ontstonden er vele varianten en soorten. Men mengde ook soorten kant door elkaar, zoals een mengsel van naald- en kloskant. In de loop van de geschiedenis ontstond de machinale kant, een goedkope oplossing voor de dure kantnijverheid.

## Geschiedenis
Kant is een oud ambachtelijk product dat waarschijnlijk in de 15e eeuw in Europa is ontstaan. Men weet niet precies of het in Vlaanderen is ontstaan, of in Italië. Er was destijds een nauwe culturele samenwerking tussen Vlaanderen en Venetië. Zo kwamen Venetiaanse schilders in Vlaanderen de olieverftechniek bestuderen en gingen Vlaamse kunstenaars naar Venetië om hun schilderijen te zien. Het is wel een feit dat er altijd meer kloskant werd gemaakt dan naaldkant omdat die goedkoper was.
Naaldkant is ontstaan uit open naaiwerk of "punto tirato" (zgn. fils tirés). Men versierde het boordje van de onderkleren dat uitstak boven de kleding. Daarvoor trok men draadjes uit de stof en men borduurde rond de ontstane opening, zowel horizontaal als verticaal. Op den duur trok men alsmaar meer draden uit om ingewikkelder versieringen te maken zodat er nog weinig stof overbleef. Tot iemand op het idee kwam om enkel met draden te werken. Men naaide de gespannen draden met een driegdraad vast op het patroon en men borduurde als voorheen. Men gebruikte dezelfde patronen. Dat is de reden waarom het zo moeilijk is om het ontstaan van naaldkant te bepalen. Op het afgewerkte product kon men niet zien of men was begonnen met stof of met draden.
Het eerste modelboek verscheen in 1528 en is van de Venetiaan Antonio Tiangliente. Hij noemt kant punto in aria (steek in de ruimte). In heel Italië was dit de benaming. Deze eerste vorm van naaldkant had een rechtlijnig of geometrisch ornament. Algemeen werd deze soort reticella genoemd. Met deze manier van werken was men niet meer verplicht om schering en inslag te volgen maar kon men vrijer werken en meer gebogen lijnen gebruiken. Zo werd het florale element geïntroduceerd.
De 18de en 19de eeuw waren van groot belang voor de nijverheid. De tekeningen waren vaak van een zeer hoog niveau. Gedurende de Wereldoorlog werd in Vlaanderen zogenoemd Oorlogskant of War-lace vervaardigd, dat in de Verenigde Staten zeer geliefd was.
Oude kant is een verzamelaarsobject.

## Toepassing
Traditioneel bestaat er enerzijds meterkant, en anderzijds stukken die op zich werden gedragen. Tot de 18de eeuw werd kant in zowel dure dames- als herenkleding verwerkt: kragen en manchetten. Daarnaast werd ook kant gebruikt voor huishoudlinnen en slaaplinnen.
Grote stukken kant werden vervaardigd voor de prelatuur, die overvloedig grote stukken kant bestelden ter versiering van hun koorkleding.

### Herenmode
Tot in de 18de eeuw was kant een luxeproduct dat ook voor herenkleding mode was. Kragen en manchetten werden versierd en afgezet met kostbare kant. In de 17de eeuw was vooral Venetiaanse kant geliefd. 

### Damesmode
In de 19de eeuw kwam de Chantillykant snel op in de Franse damesmode, bekend om zijn zeer grote stroken van hoge kwaliteit. Daarnaast werden ook waaiers en handschoenen uit kloskant vervaardigd. Dames bestelden stukken bij kanthandelaars, die vaak het werk van kantwerksters verkochten voor hoge prijzen. In de 19de eeuw werd een populaire kantsoort genoemd naar de Hertogin van Brabant, de zogenoemde Duchesse-kant. Bij wereldtentoonstellingen was er grote concurrentie tussen kanthandelaars om met unieke stukken te kunnen komen.
Sommige mensen pronken nog met oude stukken van hun voorouders; vooral koninklijke families gebruiken eeuwenoude stukken kant bij huwelijken en geboortes. Aan het Belgische hof draagt een bruid vaak de beroemde sluier in Brusselse duchesse van Laura Mosselman du Chenoy, de grootmoeder aan vaderszijde van koningin Paola.
Een van de topstukken is de beroemde sluier uit 1880 in Point de Gaze van Prinses Louise van België, ontworpen door Léon Sacré.

### Hedendaags gebruik
Terwijl het vroeger een ambachtelijk product was om de kost te verdienen, is het thans meer een vrijetijdsbesteding geworden. Er wordt veel onderzoek gedaan naar de evolutie en techniek, die onderwezen wordt in lokale kantscholen. De oude technieken worden nu gebruikt in hedendaagse ontwerpen, waarbij ook veel experimenten plaatsvinden. Op hoog niveau is het geëvolueerd naar een moderne kunstvorm. De kunstenaar Eric van de Pitte werkt tegenwoordig met kant. Daarbij worden over het algemeen veel dikkere draden gebruikt.

### Verschillende soorten kant
Er bestaan verschillende soorten kant, die kunnen worden ingedeeld volgens patronen, fabricatie, plaats of techniek. Vaak zijn kantsoorten dan ook verwant aan elkaar. Het herkennen van een kantsoort vergt enige kennis, zowel van techniek als geschiedenis.
Tulebinding is een snelle eenvoudige grond, die men al heel vroeg ook machinaal, in smalle stroken kon maken en waarop dan ingewikkelde losse stukken werden vastgezet. Vaak worden contouren gemaakt om het werk wat reliëf te geven met een dikkere draad, maar ook reliëf op andere manieren maken is mogelijk. Zo wordt de Rosaline-kloskant van naaldkantpareltjes voorzien.

## Kant musea
- Antwerpen — Modemuseum Antwerpen | MoMu
- Brugge — Kantcentrum
- Brussel — Musée Mode & Dentelle
- Geraardsbergen — Chantillykant
- Hasselt — Le Musée de la Mode de Hasselt | Modemuseum Hasselt
- Kortrijk — Texture
- Lier — Liers Centrum voor Textiele Kunsten

## Kant en toerisme

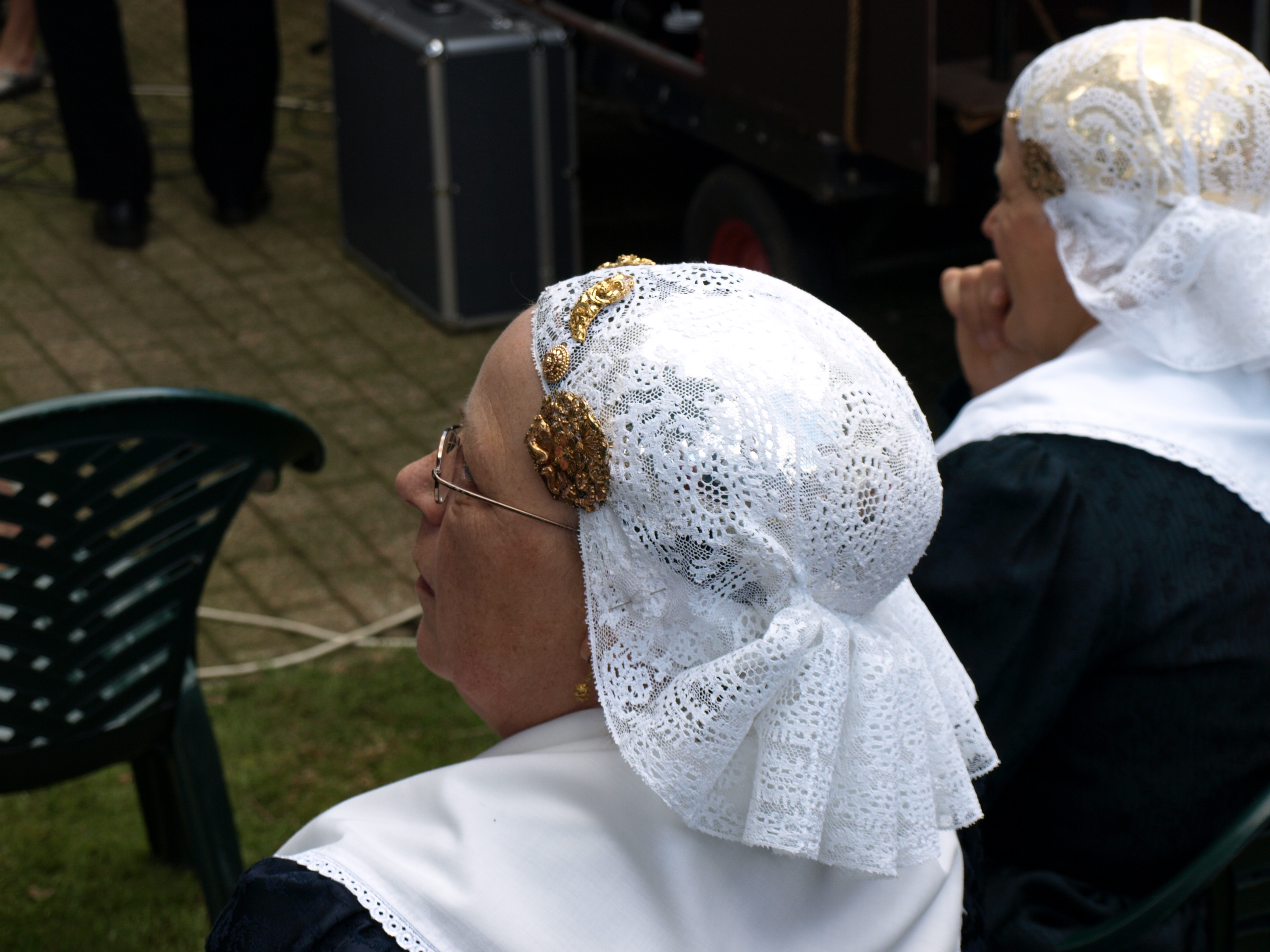
Kanten muts uit Drenthe

Kant is nog steeds een geliefd product, wat blijkt uit de belangstelling ervoor en de productie van kant in toeristische centra zoals Brugge, Gent, Antwerpen en Brussel. Veel toeristen laten zich verleiden; vaak zijn er demonstraties die de mensen een beeld geven van de productie.
Bij de kolonisatie van Congo werden in de missieposten kanttechnieken aangeleerd door zusters. In deze scholen vervaardigden zwarte vrouwen en kinderen grote hoeveelheden kant tegen een mager loon. Deze concurrentie was een zware klap voor de Belgische kantindustrie die al gauw doodbloedde. Nog steeds worden er in het buitenland grote hoeveelheden kant geproduceerd en verkocht als "hand-made". Vele stukken zijn door de grote kwantiteit zeer laag van kwaliteit. De herkomst van veel "hand-made"-kant is vaak niet eens Belgisch.
Door de geringe kennis van veel klanten is het makkelijk om machinaal gemaakte kant als echte kant te verkopen. Het herkennen van kantsoorten is een ware specialisatie op zich. Velen laten zich verleiden en worden soms bedrogen. Een bekende techniek is moderne kant kleuren in thee waardoor deze ouder lijkt. Voor oude stukken worden soms woekerprijzen betaald, die vaak ver boven de materiële waarde van een stuk uitstijgen. Sommige soorten zijn zo arbeidsintensief dat het uurloon onmogelijk is te verrekenen. Kant is nog steeds een grote industrie, maar niet meer in Vlaanderen. Voor oude stukken reikt men certificaten uit, een garantiebewijs. Vaak worden grote stukken versneden tot kleinere details die men in kavels afzonderlijk verkoopt tegen hoge prijzen. Hierdoor gaan vaak grote waardevolle stukken verloren. Verzamelaars kopen enkel stukken in een goede conditie en met een fraaie kwaliteit. Het hoeft geen betoog dat oude stukken steeds duurder worden.

## UNESCO
De techniek van het maken van kant staat op de Lijst van Meesterwerken van het Orale en Immateriële Erfgoed van de Mensheid van UNESCO, dit gaat om kant uit Kroatië en Lefkara in Cyprus.

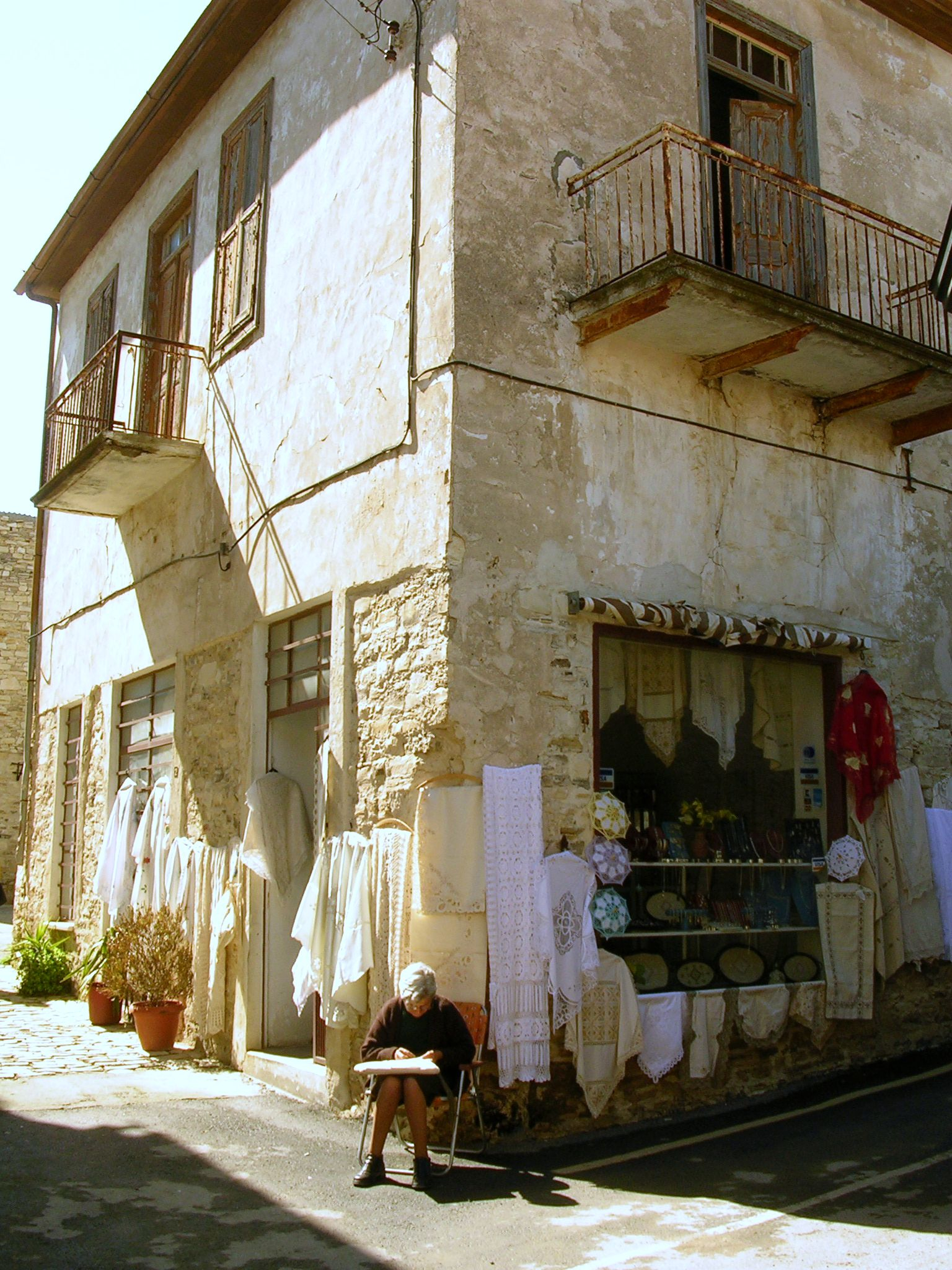
Een winkel met kant in Lefkara, Cyprus
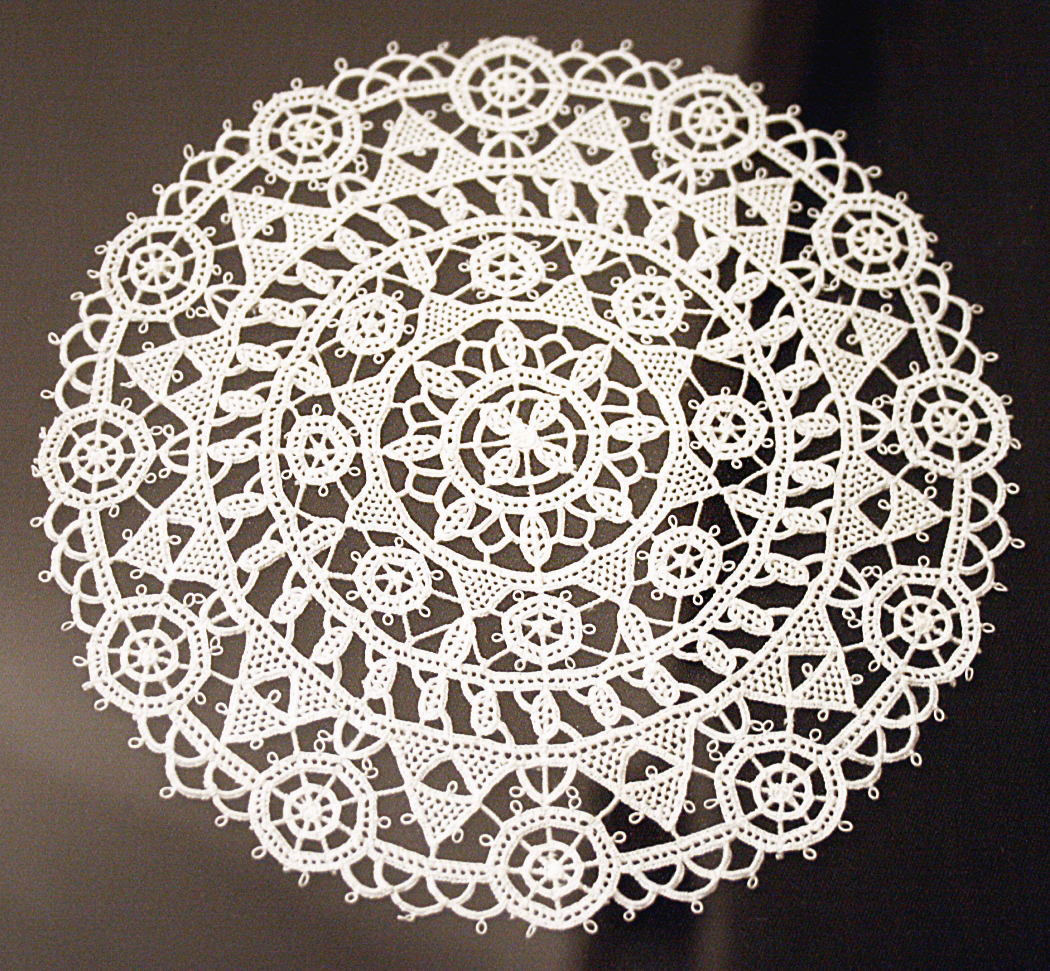
Kant uit Kroatië
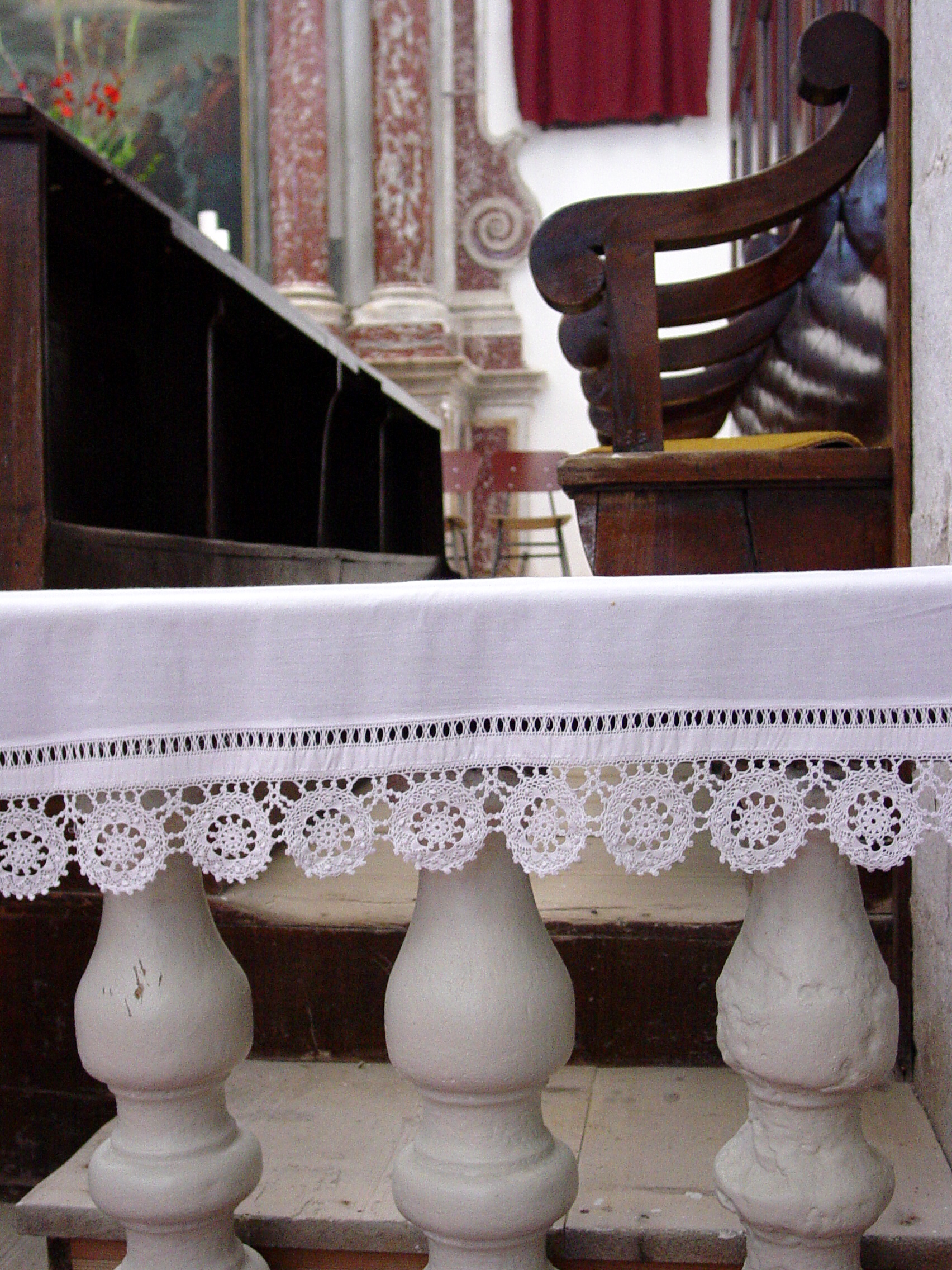
Kant in de kathedraal van Pag, Kroatië

## Afbeeldingen

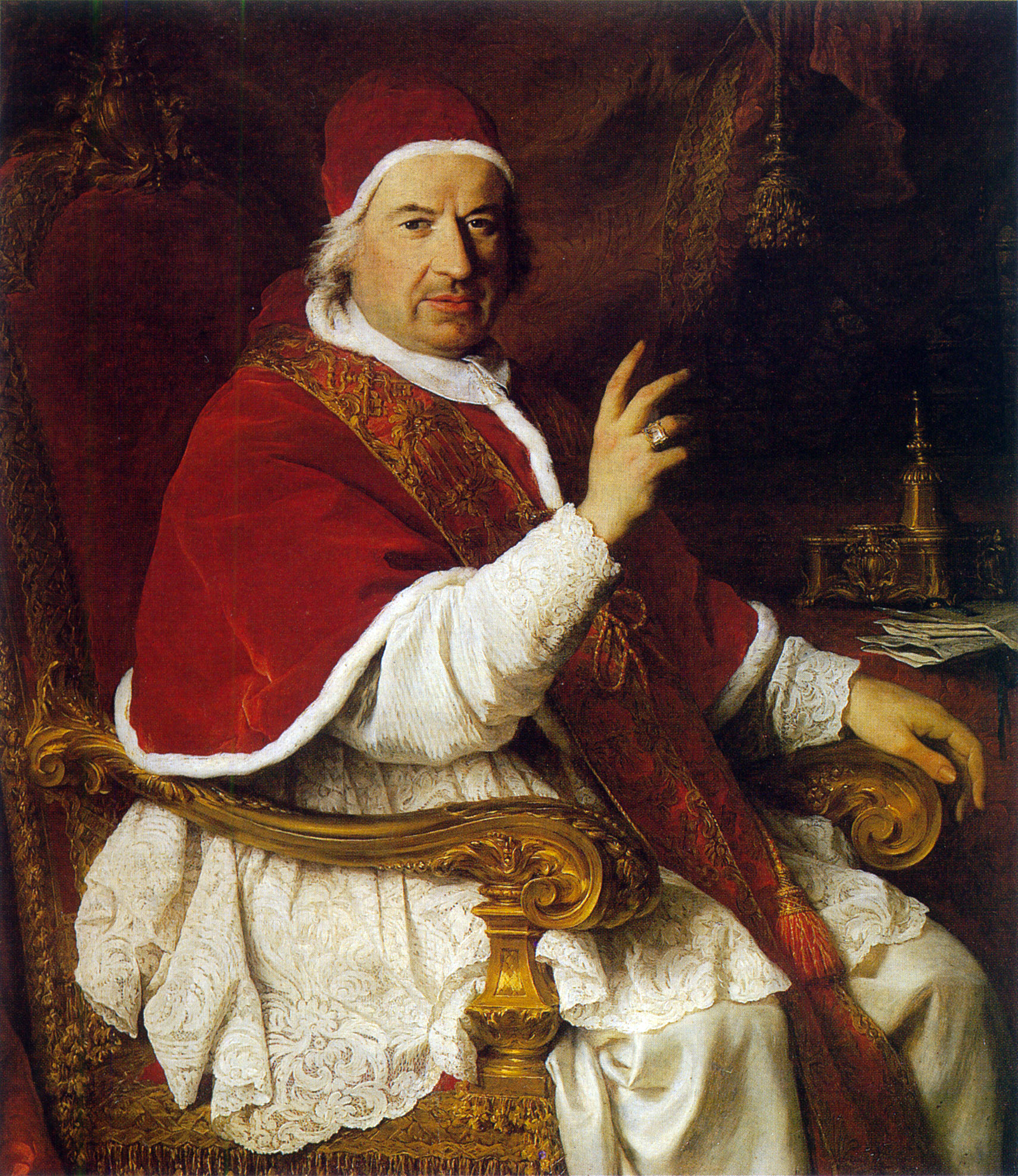
Paus Benedictus XIV, met een kanten superplie
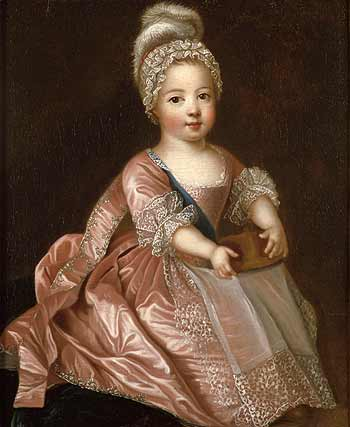
Lodewijk XV als kind
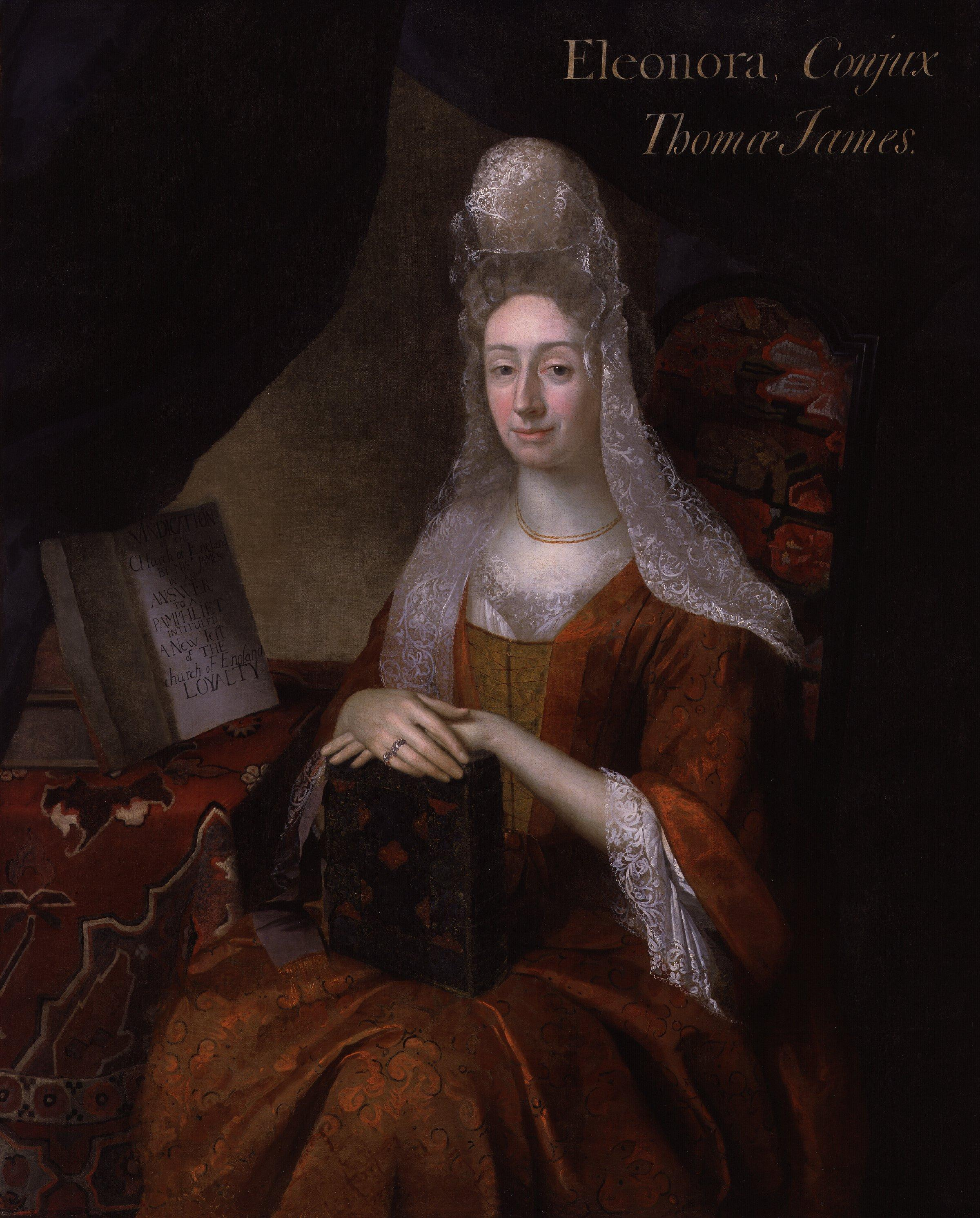
17e-eeuwse kanten haartooi
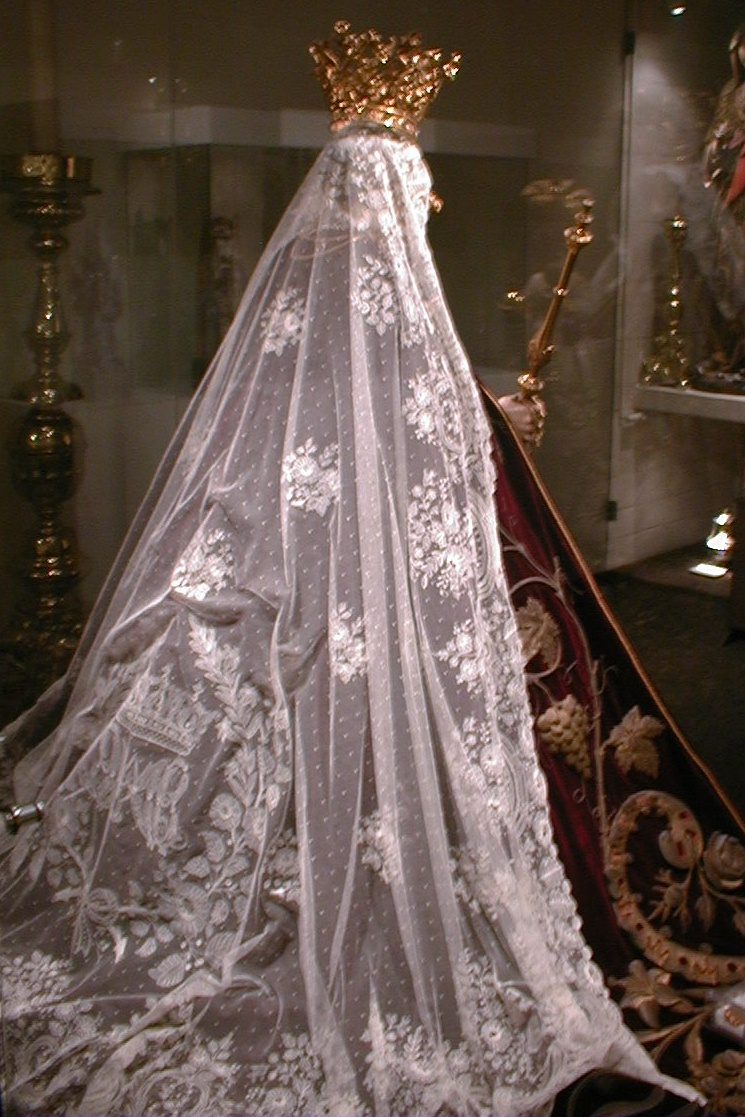
Kanten sluier op een Onze-Lieve-Vrouwebeeld
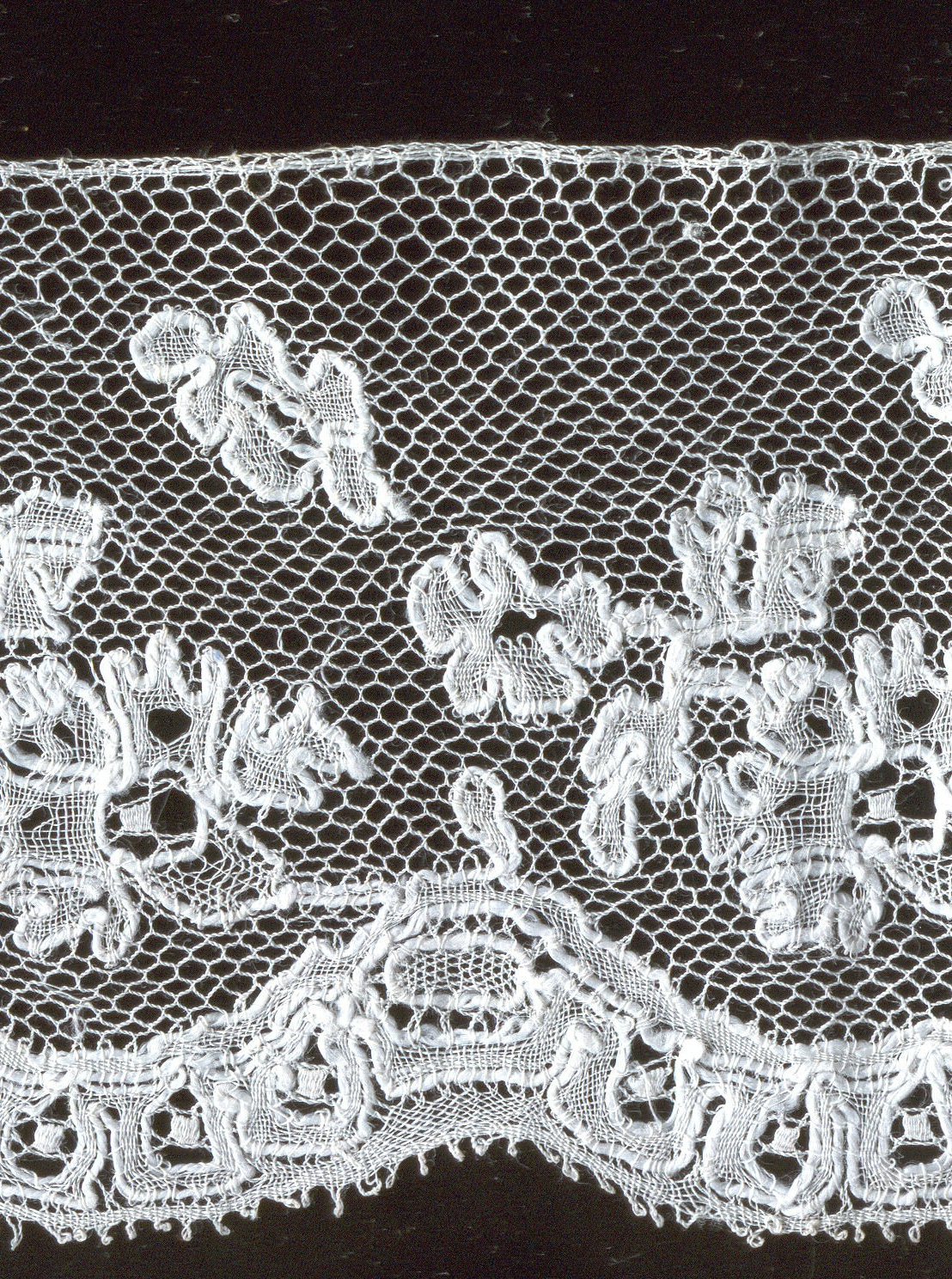
scan Rijselse kloskant
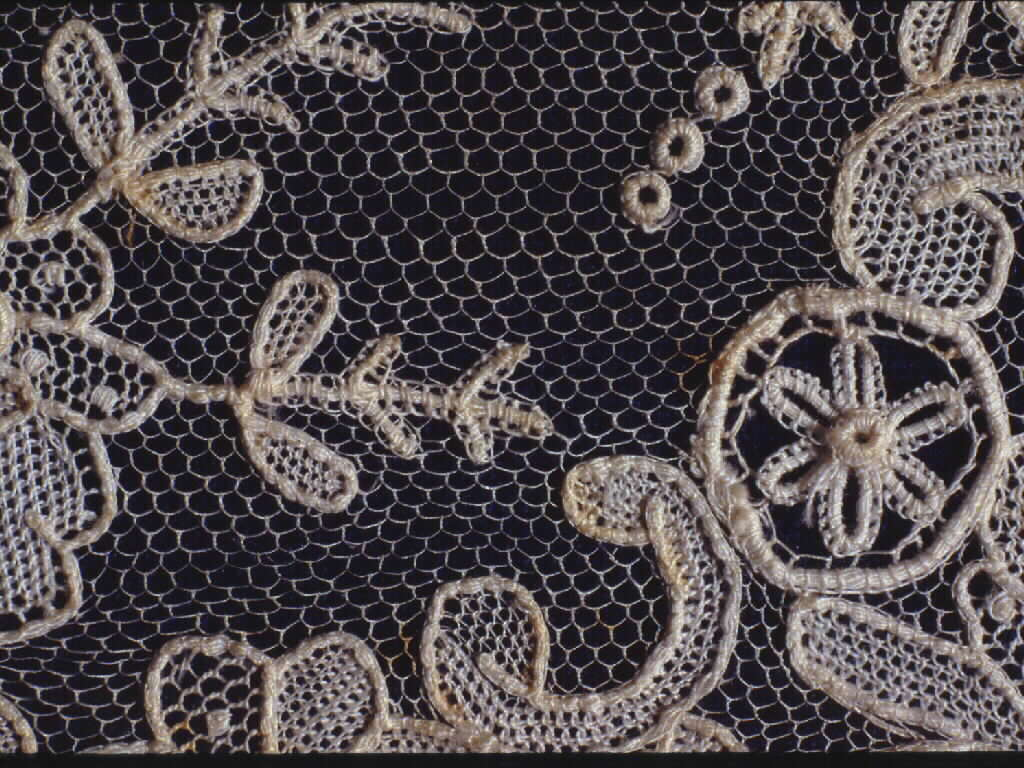
Naaldkant; Point de Rose
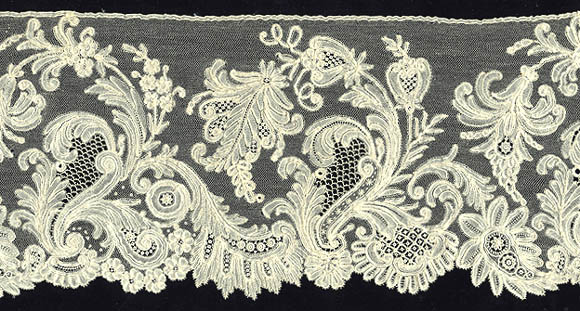
Point d'Angleterre
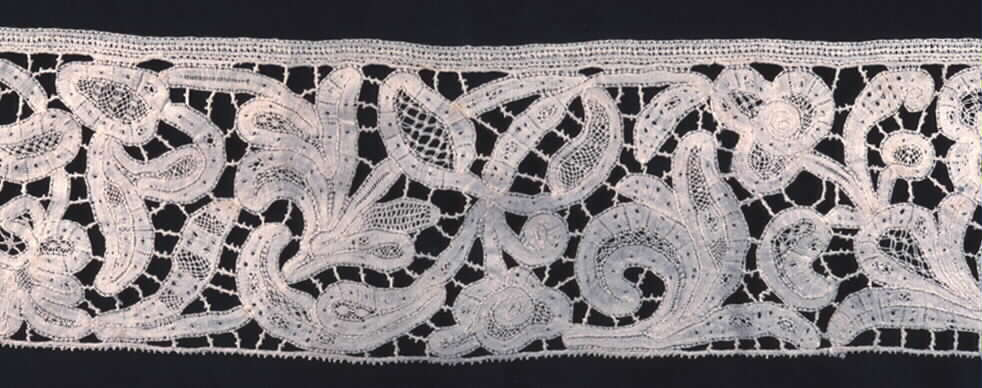
Antieke Venetiaanse kloskant

## Overdrachtelijk
In de taal wordt 'kant' ook gebruik als aanduiding voor 'waardevol' en/of 'duurzaam', zoals:
- Een kanten huwelijk, zie huwelijksverjaardag
- Een kanten jubileum, zie jubileum